# 3-as busz (Kőszeg)
A kőszegi 3-as jelzésű autóbusz az Autóbusz-állomás és a Kőszegfalva, autóbusz-váróterem megállóhelyek között közlekedik, egy irányban. A vonalat a Vasi Volán Zrt. üzemelteti.

## Útvonala
Autóbusz-állomás - Liszt Ferenc utca - Munkácsy Mihály utca - Rákóczi Ferenc utca - Szombathelyi út - Vasútállomás - Szombathelyi út - 87-es út - Kőszegfalvi utca - Kőszegfalva, autóbusz-váróterem

## Megállók
| Megállóhely neve                | Menetidő |
| ------------------------------- | -------- |
| Autóbusz-állomás                | 0        |
| Rohonci u.                      | 2        |
| Vasútállomás                    | 6        |
| Kőszegfalva, autóbusz-váróterem | 12       |

## Menetrend
A vonal forgalmát a 6710 Kőszeg - Pusztacsó - Kőszegpaty regionális mezőben a Kőszeg, autóbusz-állomásról iskolai előadási napokon 13.40 órakor Kőszegpatyra induló járat látja el.